# 香港大學美術博物館

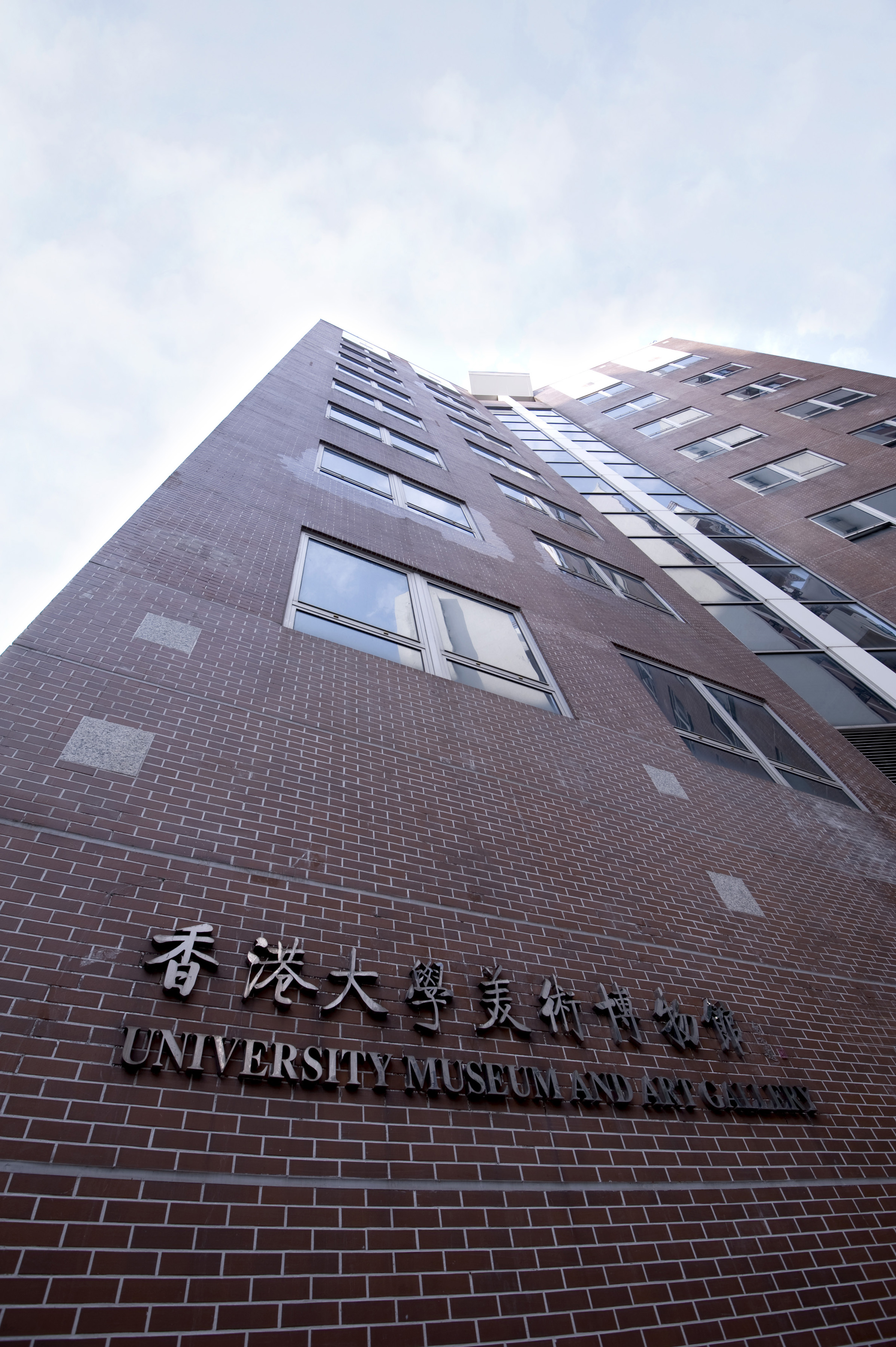
香港大學美術博物館徐展堂樓

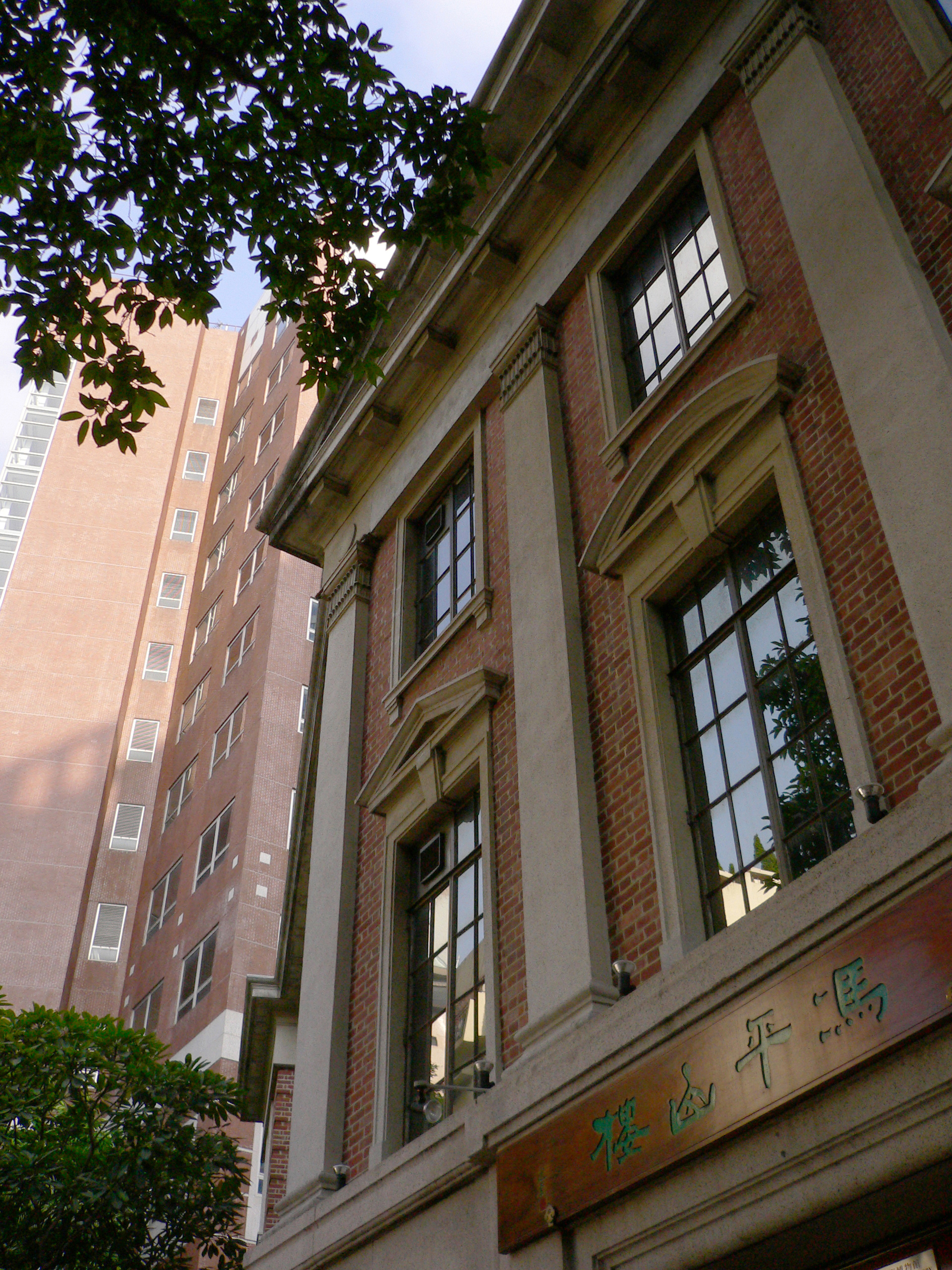
香港大學美術博物館馮平山樓

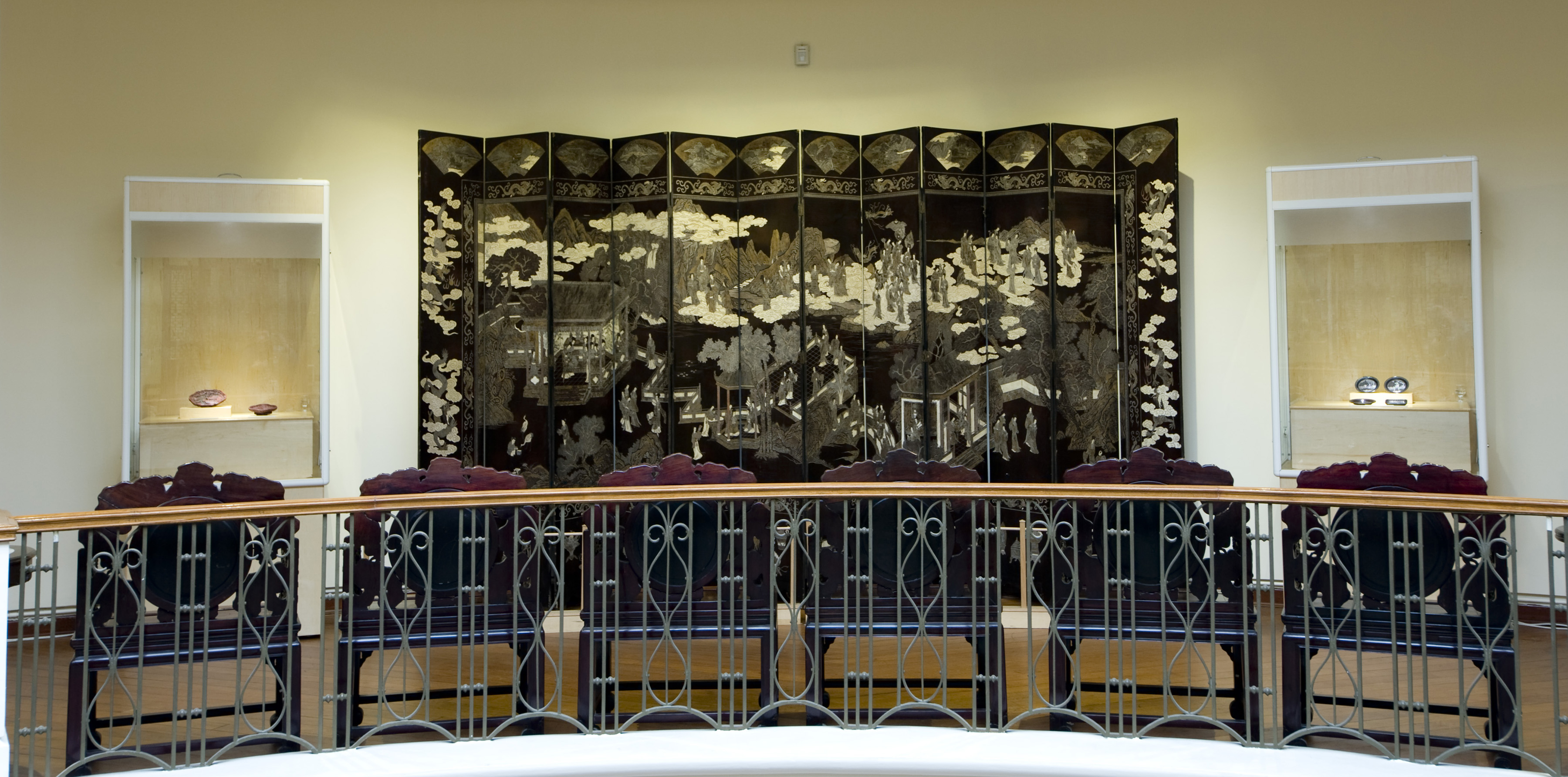
清晚期 黑砌漆眾仙赴西王母蟠桃壽屏風十二扇

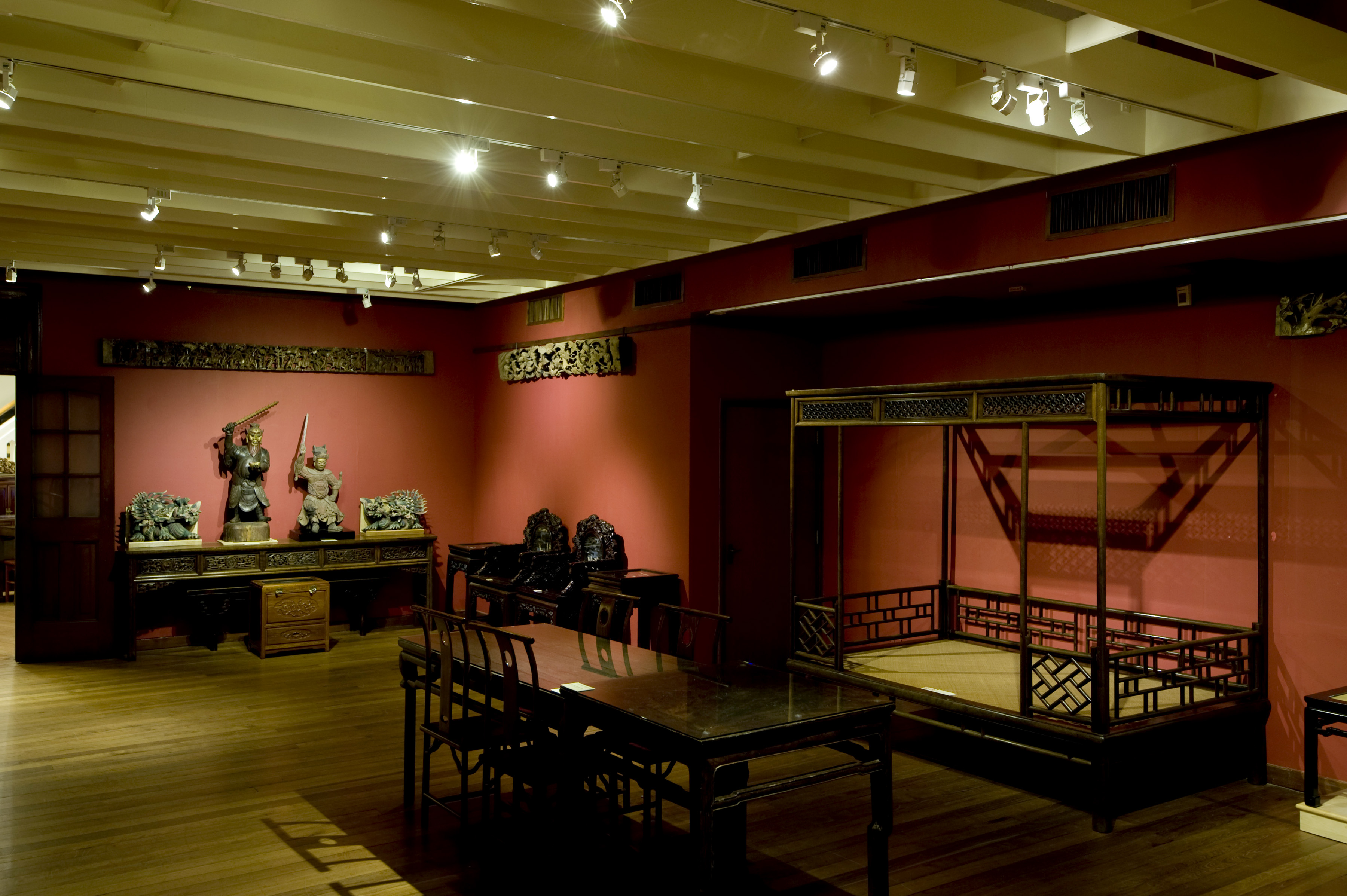
何羅綺文展覽廳

香港大學美術博物館（英語：University Museum and Art Gallery）座落於般含道90號香港大學東閘入口旁，由馮平山樓（現屬法定古蹟）及徐展堂樓底下三層組成，是香港現存歷史最悠久的博物館。

## 歷史
香港大學美術博物館是歷史最悠久的香港博物館，創立於一九五三年，最先稱「馮平山博物館」，所佔的建築物原屬一九三二年啟用的「馮平山中文圖書館」，兩者均以建築物的捐建人來命名。至一九九四年，博物館改稱「香港大學美術博物館」。一九九六年，博物館增加了新翼，位於徐展堂樓的展廳建成開放。在過去六十年，博物館蒐藏許多具歷史價值的中國藝術品，它們主要分青銅器、陶瓷和繪畫三類，年代上至新石器時代，下迄清代，當中亦包括明代至二十一世紀的國畫和現代畫。

## 館內藏品及特展
在陶瓷方面，博物館藏品包括新石器時代的彩陶、漢代和唐代的鉛釉器，以及色澤絢麗的唐三彩。其他藏品有早期的越瓷及青瓷，這類瓷器最受東南亞及韓國人士喜愛。宋代的名窯作品則有定窯及磁州窯。至於明清兩代的單色瓷及彩瓷，以及風靡中東及歐洲各國的釉裡藍或青花瓷器，博物館也藏有一些代表作品。當中便以唐代的釉裡藍點三足水注最為珍貴，它是中國最早期的青花例子。
至於青銅器，博物館收藏了商代及西周禮器，東周至唐代銅鏡，以及在世界上收藏最豐富的元代景教十字。在其他藝術品方面，博物館還藏有木、玉和石等雕刻，以及少量明代至現代的中國水墨畫及二十世紀中國油畫。
除展出館藏外，博物館經常舉辦各類型展覽，介紹中國和西方的現代和傳統藝術，以至香港早期歷史，並舉行研討會、講座，以及演視藝活動。博物館同時參與香港大學藝術系的教學工作，教授中國古代藝術及博物館學等課程，秉承博物館以教育為目標的宗旨，希望透過藝術教學擴闊學生的視野及知識領域。「香港大學美術博物館＿藝創啟動」 （页面存档备份，存于）企劃於2020年啟動，目標是透過對藝術史﹑保育與新技術形式的跨學科研究，探索科學、技術和藝術之間的共生關係。
專題展覽
- 《超然冰島:何安達藏二十世紀冰島繪畫》 (2013年9月11日至2013年11月24日)
- 《意大利國寶級文藝復興盛期名畫 波提切利之<維納斯>》(2013年10月18日至2013年12月15日)
- 《從攝影到音樂的互動:祈大衛與陳慶恩的創作對話》 (2013年11月13日至2013年12月1日)
- 《針情線韻：中國少數民族服飾與背帶》(2013年12月15日至2014年2月9日) - 展覽延長至2014年2月16日
- 《六十年入藏人物畫選粹》 (2014年1月28日至2014年3月31日)
- 《邪惡下的倖存：阿玆曼畫語》 (2014年2月26日至2014年5月4日)
- 《逸彩流馨：周千秋、梁粲纓伉儷水墨畫》 (2014年4月9日至2014年6月22日)
- 《克魯茲–迭斯•卡洛斯藝術展：色彩藝境與迷思》 (2014年5月24日至2014年8月17日)
- 《坦克人》與照相新聞學的藝術轉變和專業》 (2014年6月3日至2014年6月29日)
- 《擺脫過去:中國創作的奧地利藝術五年展》（2014年7月4日── 8月24日）
- 《畢加索陶瓷展》（2014年9月3日── 11月2日）
- 《四首4重奏》（2014年9月11日── 10月26日）
- 《方寸大千：鴻遠閣藏索振海內畫鼻煙壺》（2014年9月24日── 11月2日）
- 《因地制宜──兩岸四地藝術交流計劃2014》:

澳門：澳門藝術博物館（2014年3月26日──4月27日）(完結)

臺灣：屏東市公所屏東美術館（2014年5月16日──7月6日）(完結)

深圳：何香凝美術館（2014年7月26日──10月26日）(完結)

香港：香港大學美術博物館（2014年11月14日──2015年2月1日）
- 《無聲詩: 中國當代水墨》（2015年2月11日──2015年3月17日）- 展覽延長至2015年4月2日
- 《追求卓越: 奧地利當代藝術》(2015年2月17日──3月22日)
- 《白話：劉慶和在香港》（2015年4月17日 ── 5月24日）
- 《此在：陳淑霞作品展》（2015年4月17日 ── 5月24日）
- 《悠藍青境：羅拔圖•雷古拉作品展》（2015年6月5日 ── 8月23日）
- 《帝王的瓷器：塞夫爾國家陶瓷製造局特展》（2015年6月9日 ── 8月16日）
- 《烽火山河: 民國與抗戰 (一九一二至一九四六)》（2015年9月4日 ── 11月15日）
- 《墨西哥•乾坤創世：羅拔圖•特恩布爾作品展》（2015年9月9日 ── 11月29日）
- 《埃里希•萊辛：時代脈搏——戰後歐洲的社會剪影》 (2015年11月27日 ── 2016年2月14日)
- 《輝煌的啟示：哥德盛期至文藝復興盛期的基督宗教手稿（一二五零年至一五四零年）》(2015年12月11日至2016年2月28日)
- 《澐山‧真意：陶澐書畫回顧》(2016年1月20日至年5月1日)
- 《Sayed and Ghada》（2016年3月23日至4月17日）- 於香港大學百周年校園智華館一樓展出
- 《陳曦：所以記憶》（2016年3月2日至5月15日）
- 《若宮隆志的藝術：當代日本漆藝》（2016年3月18日至6月19日）
- 《黑老虎：館藏碑帖拓片特展》（2016年5月12日至6月27日）- 展覽延長至2016年8月7日
- 《墨世鼎新：薩潘塔墨西哥藝術收藏之二十世紀繪畫》 （2016年6月3日至8月14日）
- 《時代的跨度：中國當代影像與北宋時期審美思潮的回望》（2016年7月10日至9月4日）
- 《瓷藝丹青：琳達基金珍藏景德鎮當代工藝大師之陶瓷瑰寶》(2016年8月19日至10月23日)
- 《晏如居藏明式黃花梨家具》 （2016年9月7日至11月20日）
- 《斷續：影--祈大衛 文--許素細》（2016年9月14日至10月16日）
- 《昔日香港：匈牙利攝影師德索·博佐奇在香港》(2016年10月26日至2017年1月8日)
- 《思古——中國當代藝術展》(2016年11月2日至2017年1月8日)

現今展覽
- 《水盡雲起——金賽收藏之非洲裔美國人的藝術及歷史》(2016年12月9日至2017年2月26日)
- 《中西合相——當代圖騰：呂豐雅從藝四十載》(2017年1月18日至3月26日)
- 《元代景教銅十字》 （由2015年6月10日起）

## 博寮茶座
為推廣中國茶文化，館內設有「博寮茶座」，參觀者可品嚐中國名茶。

## 位置與開放時間
博物館座落般咸道大學入口旁的馮平山樓，以及徐展堂樓的底三層。開放時間是星期一至星期六，上午九時三十分至下午六時；星期日，下午一時至六時。大學及公眾假期休息。 

## 香港大學博物館學會
香港大學博物館學會是獨立的文化團體，經常資助博物館去推廣文物藝術欣賞的工作。學會每年舉辦不同類型活動，例如組織會員參觀各地博物館和名勝古跡，以及主辦專題講座。

## 外部連結
- 香港大學美術博物館（英文） （页面存档备份，存于）
- 香港大學美術博物館（中文） （页面存档备份，存于）
- 香港大學博物館學會 （页面存档备份，存于）